# ADEFRA

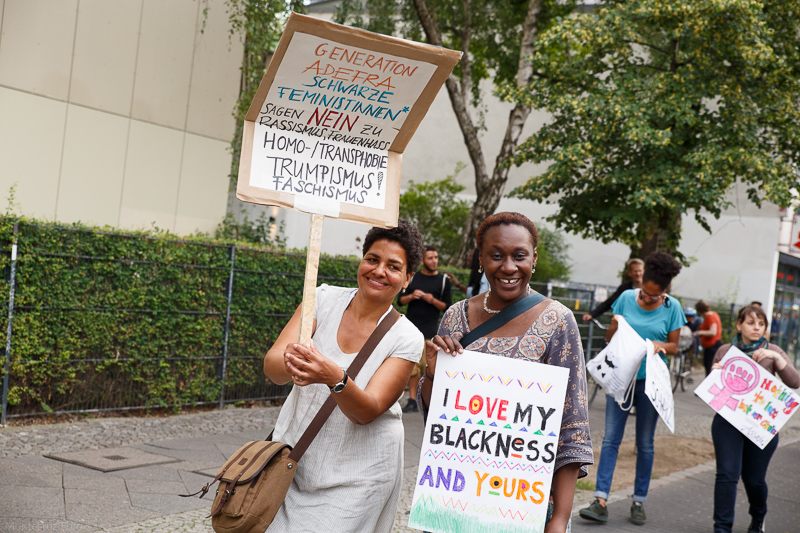
Beim Black-Lives-Matter-Protest 2017 in Berlin

ADEFRA e. V. – Schwarze Frauen in Deutschland (ADEFRA: Kürzel für afrodeutsche Frauen) ist ein kulturpolitisches Forum für schwarze Frauen und „Women of Color“. Im Jahr 1992 erfolgte die Eintragung des Vereins mit Sitz in Berlin ins Vereinsregister.

## Geschichte
Der Verein (zunächst Initiative Schwarze Deutsche Frauen, später Schwarze Frauen in Deutschland) gründete sich Mitte der 1980er Jahre und gilt als einer der ersten Zusammenschlüsse von Schwarzen Deutschen in der Nachkriegszeit. Kurz zuvor entstand die Initiative Schwarze Menschen in Deutschland (ISD), die aus Männern und Frauen bestehende Organisation afrodeutscher Menschen in Deutschland. Das Kürzel ADEFRA steht für afrodeutsche Frauen. Auf Amharisch bedeutet Adefra „die Frauen, die Mut zeigen“.
Anlass der Gründung waren die Debatten um das 1986 von May Ayim, Katharina Oguntoye und Dagmar Schultz vom Berliner Frauenverlag Orlanda herausgegebene Buch „Farbe bekennen. Afro-deutsche Frauen auf den Spuren ihrer Geschichte“ sowie die von der afroamerikanischen Dichterin Audre Lorde angeregten Diskussionen über Rassismus, Sexismus und Homophobie. Gemeinsam mit der karibisch-afrikanisch-amerikanischen Aktivistin Audre Lorde (1934–1992) wird der Begriff Afro-deutsch 1984 mit Schwarzen deutschen Aktivistinnen entwickelt.
Durch Lorde angestoßen, lernten Schwarze Aktivistinnen in Deutschland sich bewusst auf andere Schwarze Frauen zu beziehen. Das geschah in langen prozesshaften Entwicklungen in unterschiedlichen Räumen, wie in der Frauenklasse an der Freien Universität Berlin. Die Suche nach einer gemeinsamen Sprache für die geteilten Erfahrungen als Schwarze Aktivistinnen in Deutschland mündete in die politische Selbstbezeichnung „Afrodeutsch“, später „Schwarze Deutsche“. Die Selbstbezeichnung begründete ein neues kollektives Selbstverständnis. Dies wirkte als Motor zur Mobilisierung schwarzer Aktivisten bundesweit.
Als Initialzündung der Schwarzen-Bewegung in Deutschland gilt dann die kurz darauf folgende Gründung der bundesweiten Vereine ADEFRA und ISD (zunächst Initiative Schwarzer Deutscher inzwischen Initiative Schwarzer Menschen in Deutschland). Diskussionsprozesse und Definitionsversuche kennzeichnen somit den Auseinandersetzungston der Anfangsbewegung. Die Aneignung, Anfechtung und Subversion hierarchisierender Kategorisierungen wurde als politisches Mittel geschätzt. Dabei stand autobiographisches Schreiben an bedeutender Stelle. In Texten und Gedichten wurden Schwarze weibliche Realitäten und Blickperspektiven in die deutsche Sprache eingefasst.

## Ziele
Die zentralen Themen der Initiative sind Empowerment und Bildungsarbeit für Schwarze Frauen und Mädchen, Consciousness-Raising sowie Flucht und Migration. Der Aufbau von Kontakten zu anderen Schwarzen-Frauenbewegungen mit einer längeren Bewegungsgeschichte stellte eine Starthilfe für die junge Bewegung in Deutschland dar. Gemeinsame Reisen der deutschen Aktivistinnen spielten eine Rolle beim anfänglichen Aufbau der Organisierung. Schwarze Aktivistinnen aus London und Amsterdam trugen mit Theaterworkshops, Schreibwerkstätten und Austauschtreffen zu einer Thematisierung und Analyse der Lebensverhältnisse Schwarzer Frauen in Deutschland bei. Daraus erwuchsen zahlreiche literarische Produktionen mit autonomen Repräsentationen Schwarzer Weiblichkeit. Dazu gehörte die Zeitschrift AFREKETE. Dadurch nahm die Dokumentation politischer Handlungen Schwarzer Aktivistinnen in Deutschland bedeutend zu. ADEFRA arbeitet insofern international mit Schwarzen Frauenorganisationen zusammen.
Schwarze Aktivistinnen traten zu jeweils unterschiedlichen biographischen Zeitpunkten in die Bewegung ein. Vor allem in den ersten und zweiten Wellen der Bewegung ist kennzeichnend, dass ein gemeinsames Miteinander, in einer Bewegung Erwachsenwerden, bedeutend war. Zum aktivistisch geprägten Erwachsenwerden gehörte die Entwicklung eines eigenen, autonomeren Blickes auf sich als Schwarze Frau und auf die eigenen Lebensverhältnisse im Kontext von Rassismus und Sexismus.
Eine Zäsur in der Bewegung stellte die Begegnung der ost-sozialisierten Schwarzen Aktivistinnen mit den west-sozialisierten Schwarzen Aktivistinnen nach dem Mauerfall im Jahre 1989 dar. Diese Treffen fanden vor allem im vereinten Berlin im Rahmen autonomer Frauen-WGs statt. Schwarze Aktivistinnen aus Ostdeutschland, wie Ina Röder-Sissako, Raja Lubinetzki und Peggy Piesche prägten mit ihren aktivistischen, literarischen und gesellschaftlichen Beiträgen den Übergang von der zweiten zur dritten Welle der Bewegung auf bedeutende Weise.
Der Verein organisiert inzwischen vor allem Veranstaltungen und vermittelt Referentinnen für die „Schwarze Community“  und deutsche Organisationen und Institutionen. Dazu gehören Historikerinnen, Wissenschaftlerinnen aus den Bereichen Rassismusforschung und Migration, Fachfrauen in Gesundheitsberufen, (Sozial-)Pädagoginnen, Künstlerinnen und Medienarbeiterinnen. Der Verein hat seinen Sitz in Berlin und finanziert sich fast völlig ohne öffentliche Gelder.